# Русь (Ольштынский повет)
Русь (пол. Ruś) — деревня в Польше, находятся в Ольштынском повяте Варминьско-Мазурского воеводства, относится к гмине Ставигуда; одноимённое староство парафии (прихода) Бартонг. Деревня расположена в 7 км к югу от города Ольштын, на реке Лына.
В 1975—1998 годы административно относилась к Ольштынскому воеводству. Немецкие историки полагают, что название Русь или Рушайны (нем. Reuschahagen) происходят либо от поселенцев из Руси, или от одного из названий мерёжи (корзины для ловли рыбы), есть также версия происхождения этого ойконима от прусск. — rusite (течь, литься), то есть как то связано с водой, вероятно с рекой Лына. В современной Польше есть ещё две деревни с таким же названием: Русь — в Острудском повяте Варминьско-Мазурского воеводства, относится к гмине Моронг и Русь — в Ломжинский повяте Подляского воеводства, относится к гмине Визна.

## История
Локализация деревни в 1331 году, многие близлежащие населённые пункты Южной Пруссии, в том числе и парафии Бартонг, появились несколько позже: Бартонжек (1335), Бартонг (1345), Яроты (1342), Доротово (1348, на озере Вуплинг), Томашково (1363) и а также три рыцарских поместья: Гонглавки (1348), Килари (1361) и Мауды (ныне Майды).
В 1530 году здесь имелось всего лишь три прусских хозяйства. В 1817 году в Руси проживали 94 жителя, в 1846 году уже 230 чел., а в 1871 году — 562 чел., в 1895 году — 690 чел. и в 1925 году — 768 чел., в 1939 году — 870 человек. В 1861 году из 407 жителей, 360 ежедневно общались на польском языке, 391 были католиками, 12 — протестантами, а 4 — иудеи.
Деревня располагалась на реке. Кроме земледельцев издавна здесь проживали и пчеловоды, и рыбаки, и мельники. В прошлом, здесь были мельницы, лесопилки, маслобойни, обрабатывалось железо и медь. В конце шестнадцатого века, Русь была деревней бортников.

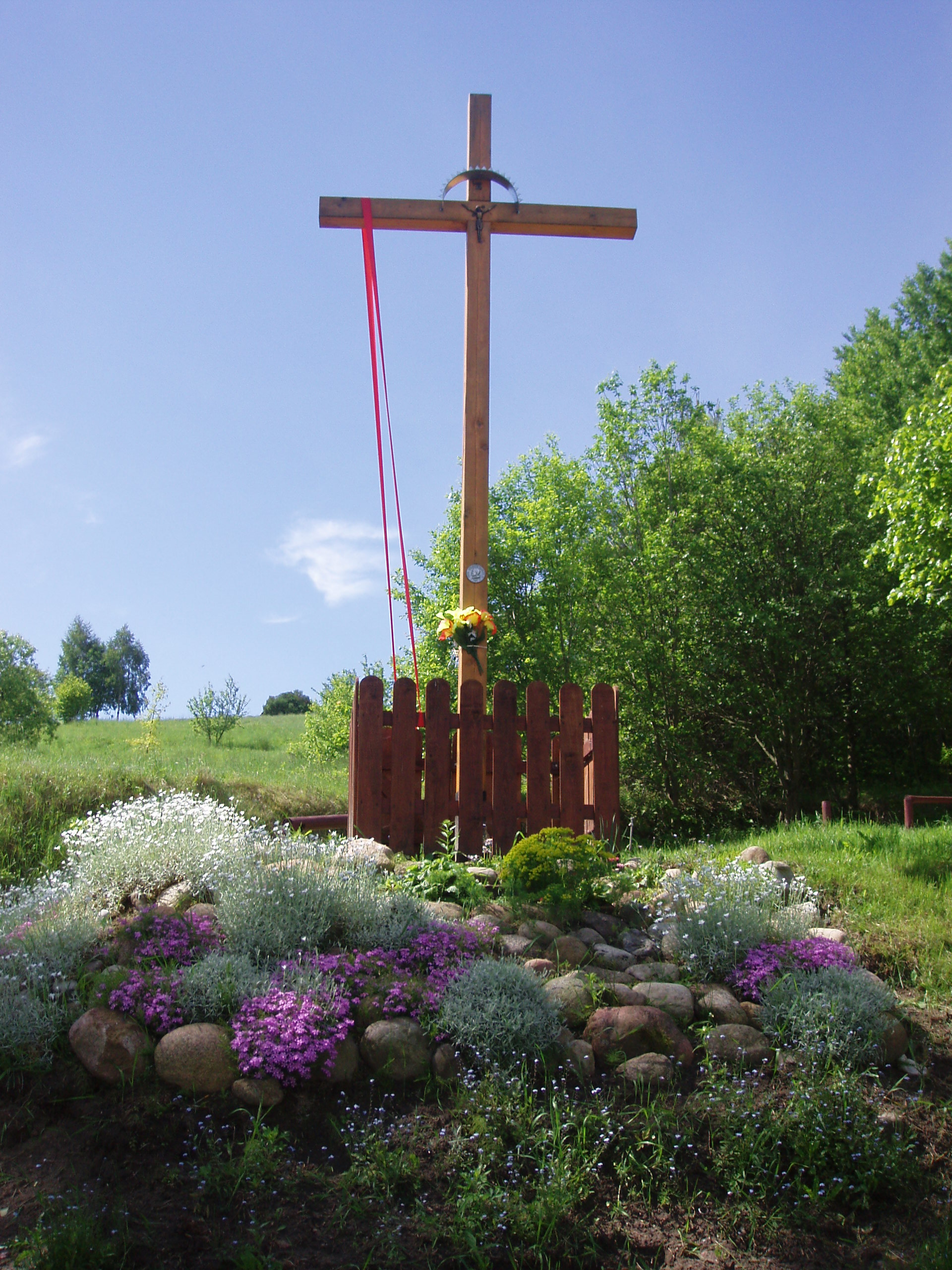
Придорожный крест в Руси

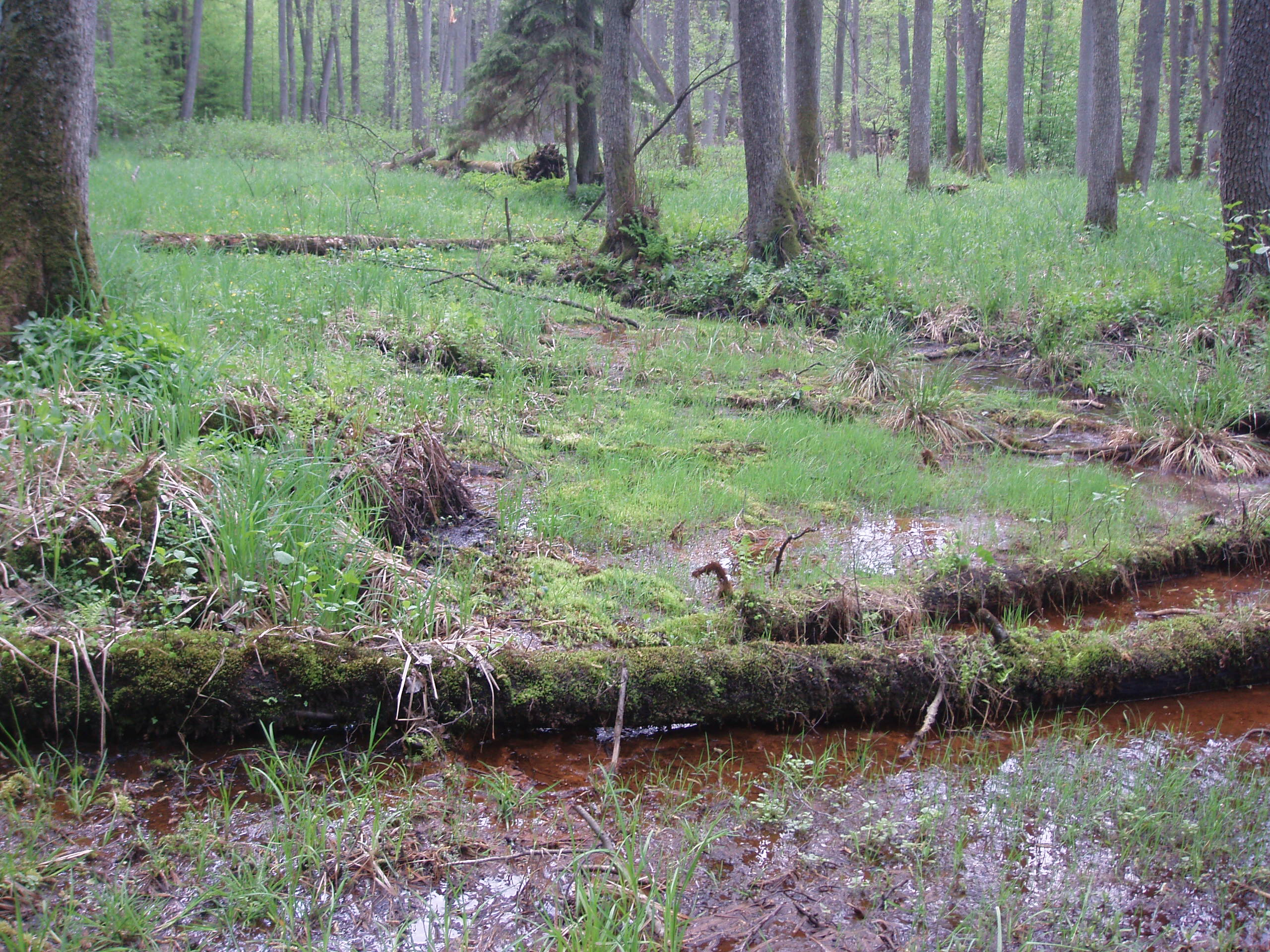
Место близ деревни, заповедник «Варминьский Лес»

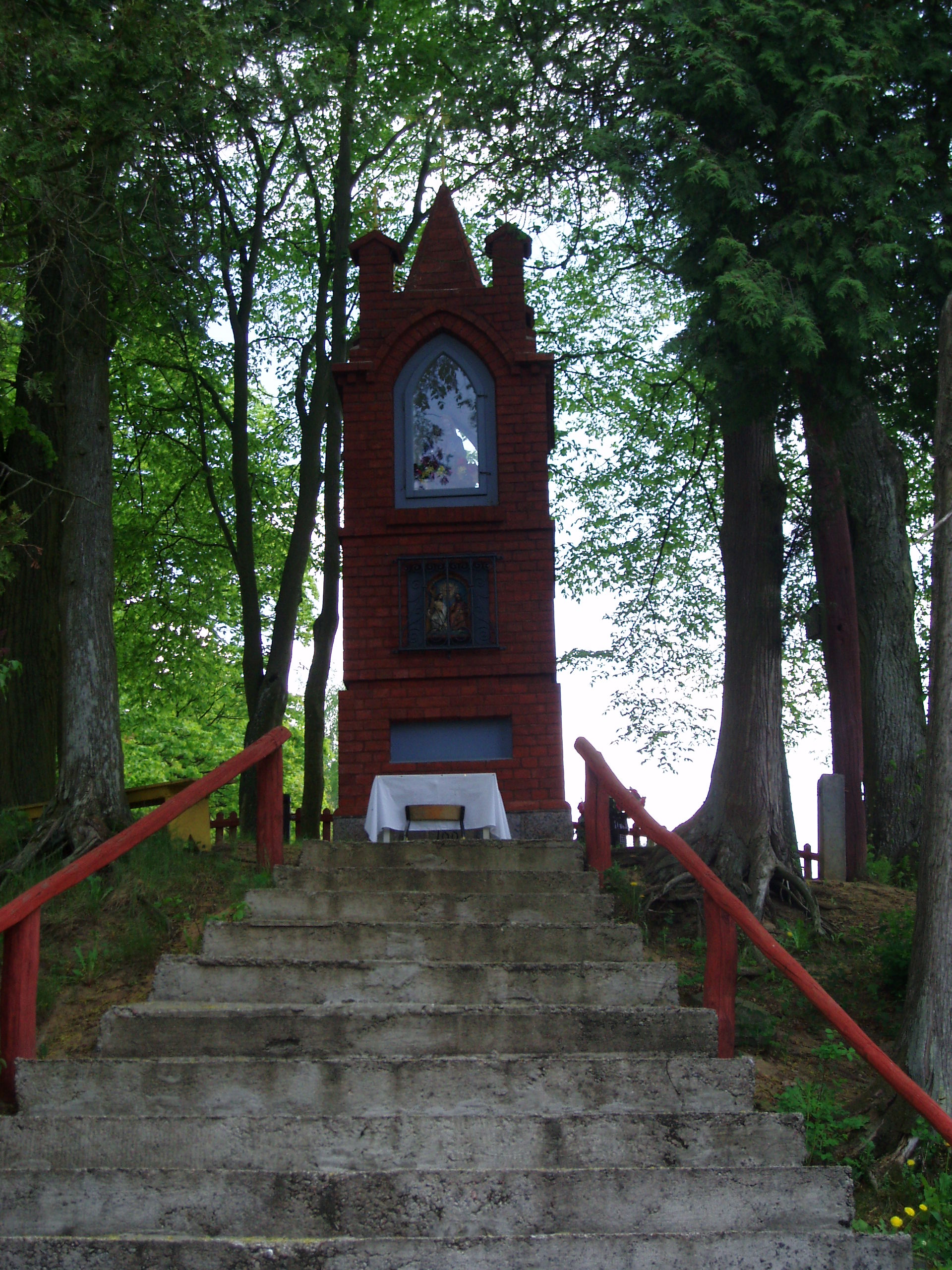
Часовня в деревне Русь

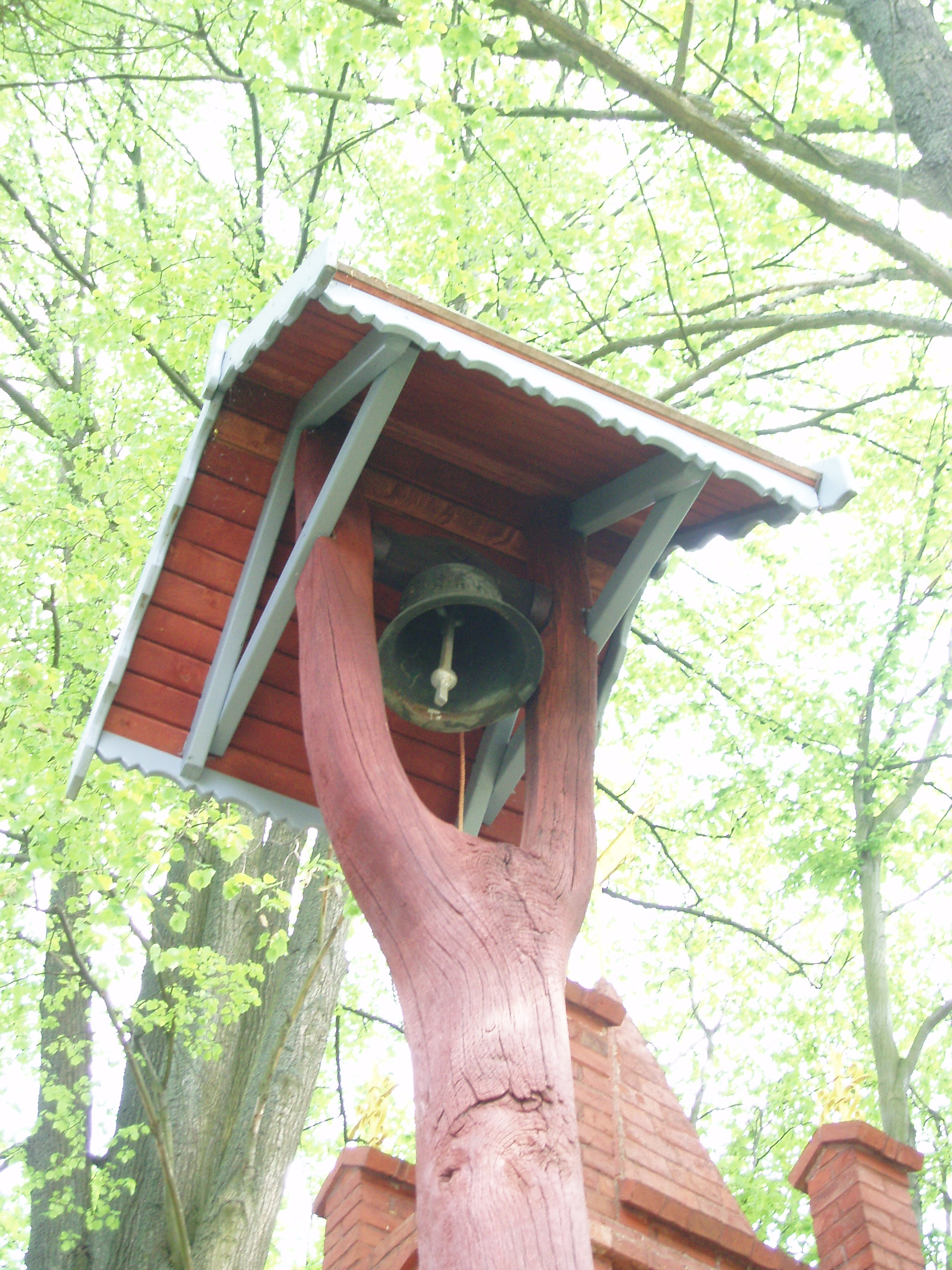
Колокол у часовни

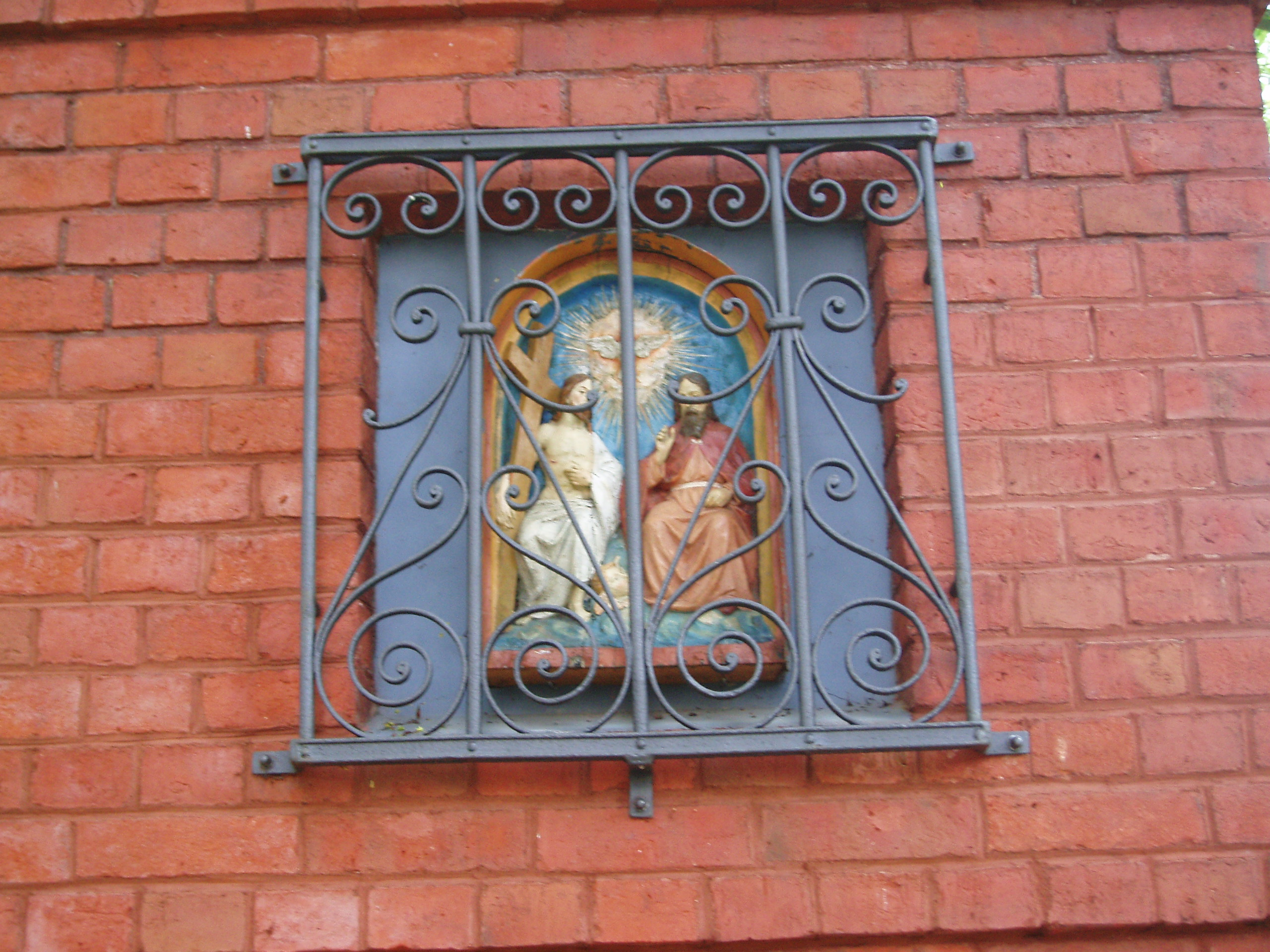
Горельеф на часовне

### Мельницы и мельники
Известно, что в 1444 году, в Руси работала мукомольная мельница, которую вместе с участком земли купил Ян из Проссе. В 1523 году есть также упоминание о мельнице в Руси. В 1685 году одним из владельцев мельницы был Якуб Зобиски. Впоследствии, мельница принадлежала Ваврциньку Бойта, Матойсцу Биндари и Яну Педриковскому.
Мельница Суйка находилась выше деревни Русь по течению Лыны, ныне это место на территории Варминьского лесного заповедника. Впервые была отмечена в документах пятнадцатого века. В 1596 году эта мельница была продана Томасу Циборзикови. Во время войн со шведами (в 1626—1630 гг.), мельница была уничтожена, подобное случилось и в 1656 году. С 1778 года, согласно решению, принятому в Кёнигсберге, к мельнице были приписаны землевладельцы из девяти деревень — из Бартонга, Бартонжека, Доротова, Гонглавков, Ярот, Килар, Линова-Щенснего, и Заздрости.

### Производство и обработка железа
В 1529 году гуту в деревне арендовал ольштынский мещанин Мартин Шмит. С 1594 года гуту (нем. Eisenwerk) арендовал кузнец Мартин Шиммельпфениг.

### Лесопилка и лесозаготовки
Была в деревне также лесопилка, приводимая энергией воды реки Лына. В 1661 году лесопилка вместе с участком земли была продана мельнику Анджеёви Херманови с Зелёной мельницы (та мельница была неподалёку от нынешней деревни Грызлины). В 1695 году владельцем лесопилки был некий Попоса. Крестьянам из Руси полеводство на песчаных почвах не давало больших урожаев, они также в обязательном порядке привлекались на различные общественные работы, часто жили впроголодь. В более позднее время условия жизни также не были легки. Даже в XIX веке, лишь у части земледельцев было две лошади. Большинство жителей зарабатывало на жизнь работой на близлежащей гуте (стеклозаводе) в Елгуни, работой в лесу, сплавом леса по Лыне. Прежде, река была судоходна от Ланского озера, по ней свободно могли плыть плоты шириной 4 м, каждый из них был связан из 200 брёвен (600 м³). В Руси — где находились мельницы и лесопилка — было прорыто для обеспечения из работы второе речное русло. Часть сплавной древесины складировалась в Киларском озере. В 1846 году через Лыну был построен деревянный мост. После закрытия гуты (стеклозавода) в Елгуни (конец XIX века) местное население занялось лесоповалом и сплавом леса. Древесина плыла рассыпной и в плотах в Ольштын, в другие города, находящиеся на Лыне и даже в Кёнигсберг.

### Войны и эпидемии
Деревня, расположенная на старом тракте, ведущем из Ольштына в Нидзицу и дальше в Варшаву, часто, за счёт такого положения, разорялась и разграблялась во время войн. Во время польско-тевтонской войны в 1414 году Русь была опустошена, тоже повторилось опять во время войны в 1519—1521 годах. Шведы сожгли деревню в 1656 году, а также повторно во время Полуночной войны. Наполеоновские войска провели в деревне реквизицию имущества жителей. Во время первой мировой войны часть жителей покинуло деревню и пряталось за околицей, по истечение нескольких дней они вернулись домой.
Большие жертвы были во время эпидемия чумы в 1708—1711 годах (на Вармии чума забрала свыше 12 тысяч жизней). В Вармии эпидемии холеры были в 1831, 1866, 1873 и 1893 годах.
Начало 1945 года принесло жителям Руси драматичные переживания. Уже осенью 1944 года в деревню стали прибывать беженцы из Голдапа, Олецка и Элка. Когда фронт приблизился, гитлеровские власти не разрешали покидать деревню. Приказ об эвакуации поступил, когда на околице уже слышалась артиллерийская канонада. Эвакуация происходила в мороз, при переполненных дорогах обстреливаемых советскими самолётами. Беженцы из Руси с телегами двигались на север в направлении Висленского залива. После возвращения жителей в деревни их постигли грабежи, насилие и расстрелы. Одним из первых жертв был бартонгский приходской священник — Отто Лангау (1871—1945). Фамилии жертв размещены на мемориальной доске в костёле в Бартонге.

### Школа
Около 1838 года в деревне была построена школа. Первое здание было деревянным и состояло класса и учительской, где жил учитель. Со временем здание было увеличено — появилась вторая классная комната. О развитии школьного дела в этом участке заботился приходской священник из Бартонга — Томас Гремм (1746—1810). В школе обучение было на польском языке. После принятия решения в Кёнигсберге — 8 часов еженедельно преподавался также немецкий язык, позже количество учебных часов было увеличено до 12 в неделю. В 1867 году выстроено каменное здание школы. В июле 1873 году из программы обучения школ южной Вармии был исключён польский язык, что вызвало акцию сбора подписей под петицией и консолидировало поляков Вармии. В 1890 году окончательно запрещено преподавание по-польски в школе деревни Русь. В 1874 учителем в Руси был некий Грацки, а занятия по рукоделию для девочек вела его сестра Матильда. В 1906—1907 годах надстроен этаж, а затем изменён вход в здание школы и отгорожена спортивная площадка. В то время учителем был Тиль. До 1920 года руководство в школе занимал Отто Штолль, который достроил веранду и заложил школьный сад. В конце двадцатых годов XX века школа в Руси была уже четырёхклассной, и была в то время единственная сельская школа в окру́ге Ольштына с таким профилем (в Гетшвалде, Бартонге, Ставигуде, Гуткове, Лямкове были трёхклассные школы). В школу в Руси ходили также дети с Килар и Мухововой (Муховова, потом включена административно в деревню Русь). До 1945 года в школе было 220 детей. Учительские кадры составляли: Отто Штолль, Алёйзы Рабе, Йозеф Краузе, Клара Вигерт.
В 1930 году открылось дошкольное заведение под покровительством «Фатерлендишер Фрауэнферайн» (нем. «Vaterländischer Frauenverein»), которое посещало 65 детей. До войны в Руси существовали четыре футбольные команды. В 1892 году в Руси появилась польская библиотека. Коллектором библиотеки в Руси с библиотеками Чительни-Людовых был кузнец Ян Хыпель (у сыновей фамилия Хоппель). В 1920 году библиотека содержалась у Ятзковских. В 1933—1939 годах библиотеку вела Марта Ятзковская (род. 18 октября 1912).

### Часовня
Раньше, ежедневно, три раза в день, Мария Краузе, звоня в колокол у часовни в Руси напоминала о молитве. В мае у часовни служат литанию к Матери Божей.
Часть жителей Руси принадлежала к братству Сдержанности (пол. Wstrzemięźliwości), основанному в 1856 году в Ольштыне, священником Валентином Тольсдорфом. В 1858 году 70 % взрослых прихожан принадлежало к этому братству, большинство из них обязалось всю жизнь не употреблять крепких алкогольных напитков. Часть жителей Руси принадлежали также и к братству Провидения Божьего (пол. Opatrzności Bożej), основанному в 1781 году ксендзом Томасом Греммом — приходским священником из Бартонга.

## Описание деревни и окрестностей
В деревне частично сохранилась деревянная застройка периода XIX…XX веков, где дома разбросаны по холмам, в верхнем месте достигающих 152 м над уровнем моря (уровень реки Лына — 110 м над уровнем моря).
Деревня расположен на Лыне, у края Рамуцких Лесов, там где начинается заповедник Варминьский Лес. Окрестности села напоминают горный пейзаж, правда с перепадом высот всего лишь в 40 метров, но порой можно услышать сравнение со Швейцарией (пол. «Szwajcaria Północy»). Близ деревни Киларское озеро. У деревни известное рыбное хозяйство. У моста плотина и малая гидроэлектростанция. У реки перед деревней на опушке леса пляж — место для костра и палаток, спортивная площадка, паркинг. Здесь заканчивается ущелье в котором течёт Лына начиная с озера Устрых, этот участок реки известен в среде байдарочников.
В Руси находится рыбный магазин и магазин продовольственных и промышленных товаров. У деревни находится часовня XIX века, которая реставрируется, в 2004 году её освятил епископ Яцек Езирски, а также памятник Второй мировой войны. Ныне Русь имеет новое здание начальной школы (с современным гимнастическим залом), в которую ходят ученики из близлежащих деревень (Бартонг, Бартонжек, Гонглавки), а также из микрорайона Ольштына — Зацише.
С января 2007 года в Руси есть три подъёмника на местных лыжных трассах, также есть четыре трассы для лыжного спуска, высотой около 280 метров. Там также есть прокат лыжного снаряжения, бар, а также лыжная школа. С января 2007 года в Руси есть отделение Почты Польши, которое находится в здании продовольственного магазина.
О Руси была написана книга «Ruś nad Łyną», Olsztyn 2004, Agencja WIT, ISBN 83-89741-15-6.